# Hubert Pirker
Hubert Pirker (ur. 3 października 1948 w Rennweg am Katschberg) – austriacki polityk, poseł do Parlamentu Europejskiego (1996–2004, 2006–2009 i 2011–2014).

## Życiorys
Kształcił się w zakresie nauczania i teorii komunikacji, uzyskał magisterium i doktorat z pedagogiki na Uniwersytecie w Klagenfurcie. Pracował jako nauczyciel matematyki, a następnie wykładowca macierzystej uczelni. Zajmował się także działalnością doradczą, a w 1989 stanął na czele regionu organizacji pracowniczej ÖAAB w Karyntii (funkcję tę pełnił do 2009).
Zaangażował się w działalność Austriackiej Partii Ludowej (ÖVP). W latach 1990–1994 zasiadał Rady Narodowej, niższej izbie austriackiego parlamentu. Po akcesie Austrii do Unii Europejskiej w wyborach powszechnych w 1996 został deputowanym do Europarlamentu, w 1999 uzyskał reelekcję. Po raz kolejny zasiadł w PE w 2006 w miejsce Ursuli Stenzel. Był m.in. członkiem grupy chadeckiej, Komisji Spraw Zagranicznych, Podkomisji Bezpieczeństwa i Obrony, a w latach 2006–2009 przewodniczącym Delegacji do spraw stosunków z Półwyspem Koreańskim. W 2011 objął mandat europosła VII kadencji, który wykonywał do 2014.